# HIV-Impfstoff

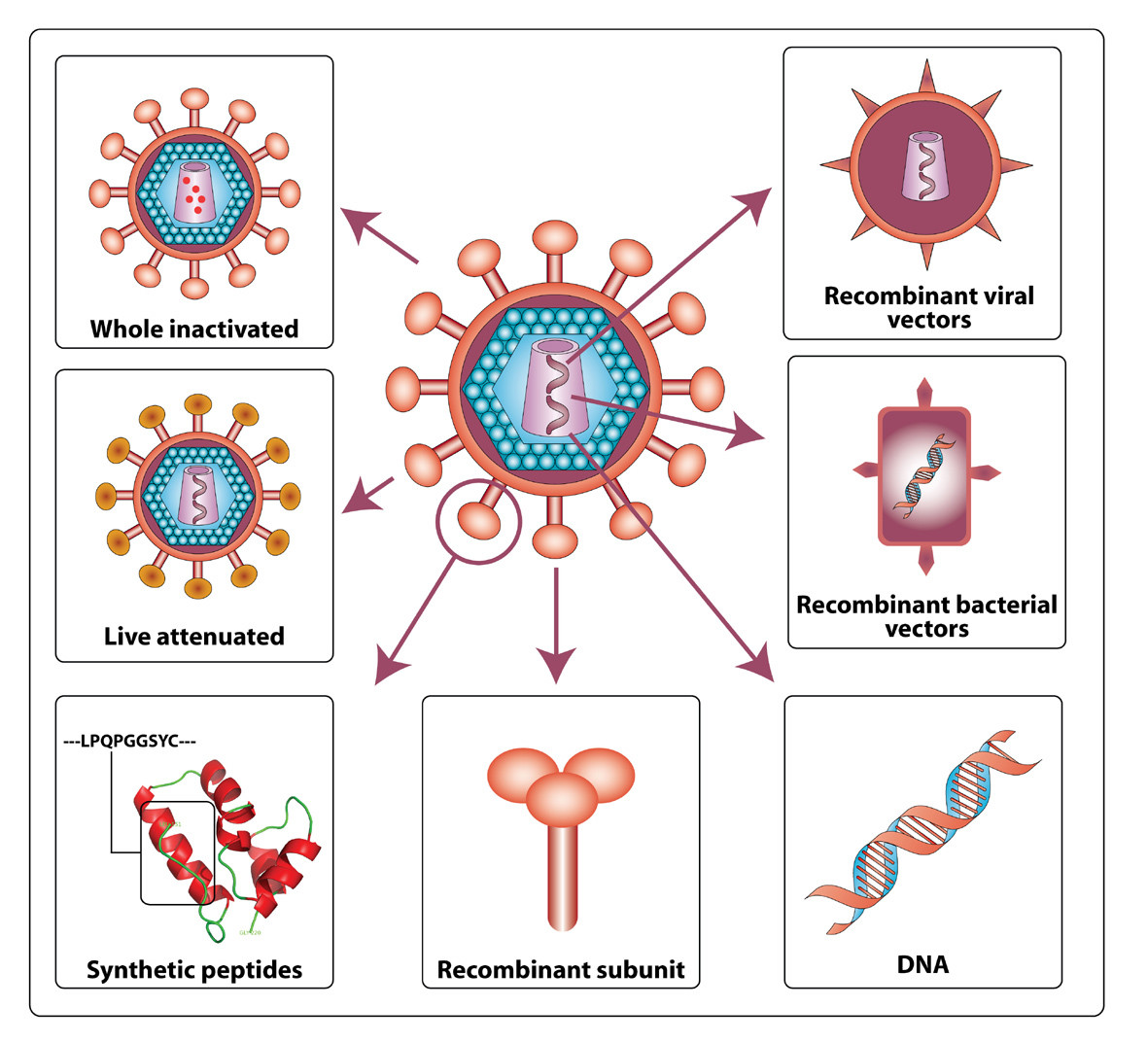
HIV-Impfstoffkandidaten

Der HIV-Impfstoff ist ein hypothetischer Impfstoff gegen das Humane Immundefizienz-Virus (HIV), den Verursacher der Immunschwächekrankheit AIDS. Ziel des Impfstoffes ist eine prophylaktische Schutzwirkung gegen HIV (Präexpositionsprophylaxe). Die Entwicklung einer wirksamen Impfung ist Teil der vielen Versuche, die fortschreitende Verbreitung des Virus einzudämmen.
Abzugrenzen ist ein HIV-Impfstoff von den zahlreichen Therapien (wie die antiretrovirale Therapie), die lebenslang eingenommen werden müssen, um die Viruslast herabzusetzen und das Leben des Patienten auf diese Weise zu verlängern. Eine Entfernung des Virus aus dem Körper wird dadurch jedoch nicht erreicht.
Ein HIV-Impfstoff wird als das wahrscheinlich wirkungsvollste Mittel gegen die Ausbreitung von HIV angesehen. Es wird an zahlreichen Vakzinkandidaten geforscht, bislang konnte aber keine ausreichend hohe Wirksamkeit demonstriert werden.

## Geschichte
Die Suche nach einem HIV-Impfstoff begann bereits kurz nach der Entdeckung von HIV im Jahr 1981.
Zunächst war das Ziel der Impfstoffentwicklung, eine sterilisierende Immunität, also eine Impfung, die die Infektion vollständig verhindert, zu entwickeln. Dieses Ziel gilt inzwischen als unerreichbar. Als realistischeres Ziel wird heute die Entwicklung eines Impfstoffs angesehen, der die Viruslast auf einem so niedrigen Level (Höhe) hält, dass der Ausbruch der Krankheit stark verzögert oder ganz verhindert wird und eine Ansteckung weiterer Personen sehr unwahrscheinlich macht. Doch trotz großer, weltweiter Forschungsanstrengungen sind auf dem Weg zu einem effektiven HIV-Impfstoff bislang kaum Erfolge zu verzeichnen: Alle bisherigen HIV-1-Impfstoffprototypen, die zum Ziel hatten, humorale oder zelluläre Immunantworten zu erzielen, scheiterten bislang in klinischen Studien, da sie nicht in der Lage waren, gegen eine HIV-Infektion zu schützen oder die Viruslast nach einer Infektion zu senken. Die Ursache hierfür ist in der sehr komplexen und trickreichen Biologie des Virus zu suchen. HIV verfügt mithin über viele immunevasive Eigenschaften, die eine Impfstoffentwicklung erschweren.

## Herausforderungen und Schwierigkeiten
Bei der Entwicklung eines prophylaktischen HIV-Impfstoffs sind bislang noch nie da gewesene Herausforderungen zu bewältigen. Zu nennen sind hier unter anderem:
- die extreme genetische Vielfalt der viralen Sequenzen beziehungsweise Virusstämme
- das Ausweichen des Virus vor der (auch Impfstoff-induzierten) spezifischen humoralen und zellulären Immunreaktion (Immunevasion)
- frühzeitige Ausbildung (Etablierung) latenter viraler Reservoirs
- Antikörperantworten sind typischerweise Virustyp-spezifisch
- es existiert kein Verfahren, um neutralisierende Antikörper mit einem breiten Wirkungsspektrum zu erzeugen
- attenuierte Viren sind nicht sicher für den Einsatz im Menschen

Die hohe Fehlerrate der reversen Transkriptase ist die Basis für die beiden größten Herausforderungen bei der HIV-Impfstoffentwicklung. Sie ist zum einen Triebfeder für die enorme weltweite genetische Vielfalt von HIV-1 – das wahrscheinlich größte Hindernis auf dem Weg zu einem wirksamen Impfstoff. Zum anderen bietet die hohe Mutationsrate dem Virus die Möglichkeit der Immunevasion, d. h. einem Entkommen vor der Impfstoff-induzierten Immunantwort.
Bei den Studiendesign muss bedacht werden, dass von HIV eine hohe Gefahr für die Probanden ausgeht. Daher ist es ethisch nicht vertretbar, die Probanden nach der Impfung gezielt mit HIV zu infizieren, um eine eventuelle Wirksamkeit eines HIV-Impfstoffes zu erforschen.

## Aktueller Stand der Forschung
Ein Impfstoff, der hundertprozentig vor einer Ansteckung mit HIV schützt, liegt bis heute nicht vor. Die Testung eines HIV-Impfstoffes ist kompliziert und langwierig, da in einer Bevölkerung mit einer hohen Anzahl an zu erwartenden Neuinfektionen eine Gruppe einen HIV-Impfstoff erhält, wohingegen die andere Gruppe mit einem Placebo geimpft wird. Im Laufe der letzten 30 Jahre ergaben sich zwar vereinzelt immer wieder erfolgversprechende Forschungsansätze, jedoch haben davon nur wenige über ausreichendes Erfolgspotential verfügt, um es zumindest bis in die Phase 3 der klinischen Erprobung zu schaffen – also an einer größeren Gruppe von Menschen getestet zu werden. Am Ende bot keines der Mittel einen nachweisbaren Impfschutz vor einer Infektion mit HIV.
Wegen mangelnder Schutzwirkung wurden folgende vielversprechende Vakzinkandidaten aufgegeben:
- Die Uhambo-Studie (HVTN 702, basierend auf dem Vakzin RV144) mit über 5.400 Frauen und Männern in Südafrika wurde im Februar 2020 beendet.[4]
- Im August 2021 wurde die Imbokodo-Studie (HVTN 075, Mosaik-Impfstoff Ad26.Mos4.HIV) mit über 2.600 jungen Frauen aus Malawi, Mosambik, Südafrika, Sambia und Simbabwe abgebrochen. Die Schutzwirkung der Impfung betrug nur ca. 25 %.[5] Der Janssen Vaccines entwickelte Impfstoff besteht aus folgenden Komponenten: Ad26.Mos4.HIV-Partikel und Clade C gp140 (250 μg) mit dem Adjuvans Aluminiumphosphat.[6]
- Im Januar 2023 wurde die Mosaico-Studie (HVTN 706) vorzeitig abgebrochen. Diese Phase-3-Studie mit knapp 4.000 Teilnehmern, die ein erhebliches HIV-Risiko aufwiesen, wurde in Nord- und Südamerika sowie Europa durchgeführt.[7]
- Im Dezember 2023 wurde die PrEPVacc-Studie gestoppt, bei der parallel ein DNA- und ein Protein-Impfstoff getestet wurden.[8]